# Гиймат-Роза
«Гиймат-Роза» (укр. «Гіймат-Роза») — синагога в городе Запорожье Запорожской области Украины, культурно-просветительский центр еврейской диаспоры города. Открыта в 2012 году.

## Сооружение и открытие
Краеугольный камень синагоги был заложен 26 декабря 2005 года, а торжественное открытие состоялось 11 января 2012 года. «Гиймат-Роза» это вторая синагога построенная на Украине за время независимости (после «Бейс Штерн Шульман» в Кривом Роге в 2010 году).
Построена по образцу Иерусалимского храма. По неофициальным данным, на её возведение потрачено более 9 млн грн., которые пожертвовали бизнесмены-партнёры Игорь (Исраэль) Дворецкий и мусульманин Артур Абдинов. Синагога «Гиймат-Роза» названа именами их матерей. По словам главного раввина Российской Федерации Берла Лазара, который присутствовал на открытии, это уникальный случай, когда мусульманин финансировал строительство синагоги.
В церемонии открытия также приняли участие главный раввин Израиля Шломо Амар, министр Израиля по делам религий Яаков Марги, главный раввин Украины Моше Реувен Асман, главный раввин Днепра и Днепропетровской области Шмуэль Каминецкий, городской голова Запорожья Александр Син и многие другие.
По словам главного запорожского раввина Нохума Эрентроя, еврейская община Запорожья насчитывает 2,5 тысячи человек (всего в городе проживают около 10 тысяч евреев), и число людей, которые начинают интересоваться религией и традициями, возрастает.
На двух этажах расположились также клубы по интересам, где собираются члены запорожской еврейской религиозной общины «Бейт Менахем». При синагоге действует кошерный магазин, помещение для трапезы.
Проект синагоги был подготовлен днепропетровской архитектурной мастерской Алексея Козолупа, а проект интерьера создавал израильский архитектор Арон Острейхер, который участвовал в проектировании около двух сотен синагог в разных странах мира, в последние годы курирующий реконструкцию синагог в Украине.
Помещение синагоги рассчитано на 450 мест: 250 мужских и 200 женских. Адрес: ул. Школьная (бывш. Героев Сталинграда), 27.
Инцидент
Ночью 24 февраля 2014 года неизвестные забросали фасад синагоги коктейлями Молотова, при этом никто не пострадал.